# ابو الفشافیش
ابو الفشافیش (به عربی: أبو الفشافیش) یک روستا در سوریه است که در ناحیه عقیربات واقع شده‌است. ابو الفشافیش ۴۸۰ نفر جمعیت دارد.